# Far and Away
Far and Away is een Amerikaanse dramafilm uit 1992 van Ron Howard. De hoofdrollen worden gespeeld door Tom Cruise en Nicole Kidman.

## Verhaal
Het verhaal begint eind 19e eeuw in Ierland waar de arme boerenzoon Joseph Donnelly, wiens vader net is gestorven, besluit wraak te nemen op de landeigenaar Daniel Christie, omdat die hem van zijn land wil zetten. Maar het gaat mis en in plaats daarvan vlucht hij samen met Shannon, Christie's dochter, naar Amerika in de hoop daar hun eigen land te krijgen. In Amerika aangekomen ondervinden ze als immigranten veel moeilijkheden en armoede bij het verwezenlijken van hun droom.

## Rolverdeling
| Acteur           | Personage        |
| ---------------- | ---------------- |
| Tom Cruise       | Joseph Donnelly  |
| Nicole Kidman    | Shannon Christie |
| Thomas Gibson    | Stephen Chase    |
| Robert Prosky    | Daniel Christie  |
| Barbara Babcock  | Nora Christie    |
| Cyril Cusack     | Danty Duff       |
| Eileen Pollock   | Molly Kay        |
| Colm Meaney      | Kelly            |
| Douglas Gillison | Dermody          |
| Michelle Johnson | Grace            |
| Wayne Grace      | Bourke           |
| Niall Toibin     | Joe              |